# Galatia (Illinois)
Galatia es una villa ubicada en el condado de Saline en el estado estadounidense de Illinois. En el Censo de 2010 tenía una población de 933 habitantes y una densidad poblacional de 181,84 personas por km².

## Geografía
Galatia se encuentra ubicada en las coordenadas 37°50′31″N 88°36′59″O / 37.84194, -88.61639. Según la Oficina del Censo de los Estados Unidos, Galatia tiene una superficie total de 5.13 km², de la cual 5.06 km² corresponden a tierra firme y (1.46%) 0.08 km² es agua.

## Demografía
Según el censo de 2010, había 933 personas residiendo en Galatia. La densidad de población era de 181,84 hab./km². De los 933 habitantes, Galatia estaba compuesto por el 97.11% blancos, el 0.54% eran afroamericanos, el 1.07% eran amerindios, el 0.11% eran asiáticos, el 0.11% eran isleños del Pacífico, el 0.11% eran de otras razas y el 0.96% pertenecían a dos o más razas. Del total de la población el 1.29% eran hispanos o latinos de cualquier raza.